# Osipy-Kolonia (gromada)
Osipy-Kolonia (początkowo Osipy Kolonia, bez łącznika) – dawna gromada, czyli najmniejsza jednostka podziału terytorialnego Polskiej Rzeczypospolitej Ludowej w latach 1954–1972.
Gromady, z gromadzkimi radami narodowymi (GRN) jako organami władzy najniższego stopnia na wsi, funkcjonowały od reformy reorganizującej administrację wiejską przeprowadzonej jesienią 1954 do momentu ich zniesienia z dniem 1 stycznia 1973, tym samym wypierając organizację gminną w latach 1954–1972.
Gromadę Osipy Kolonia z siedzibą GRN w Osipach Kolonii utworzono – jako jedną z 8759 gromad – w powiecie wysokomazowieckim w woj. białostockim, na mocy uchwały nr 24/V WRN w Białymstoku z dnia 4 października 1954. W skład jednostki weszły obszary dotychczasowych gromad Osipy Kolonia, Osipy Wydziory I, Osipy Wydziory II, Osipy Stare, Osipy Lepertowizna, Osipy Zakrzewizna, Osipy Nowe, Michałki i Gołasze Puszcza ze zniesionej gminy Wysokie Mazowieckie oraz obszar dotychczasowej gromady Tybory Żochy ze zniesionej gminy Szepietowo w tymże powiecie. Dla gromady ustalono 14 członków gromadzkiej rady narodowej.
31 grudnia 1959 do gromady Osipy-Kolonia przyłączono wieś Wiśniówek i kolonię Wiśniówek ze zniesionej gromady Dąbrowa-Dzięciel oraz wsie Tybory-Wólka i Gołasze-Górki ze zniesionej gromady Tybory Uszyńskie.
1 stycznia 1969 gromadę Osipy-Kolonia zniesiono, włączając jej obszar do nowo utworzonej gromady Wysokie Mazowieckie.